# توپولوژی زاریسکی
در هندسه جبری و جبر جابه‌جایی، توپولوژی زاریسکی (به انگلیسی: Zariski Topology) توپولوژی است که عمدتاً توسط مجموعه‌های بسته‌اش تعریف می‌گردد. این توپولوژی از سایر توپولوژی‌های رایج در آنالیز حقیقی و مختلط متفاوت است، به‌خصوص این که هاسدورف نیست. این توپولوژی را ابتدا اسکار زاریسکی معرفی نمود و سپس برای این که مجموعه ایده‌آل‌های اول تبدیل به یک فضای توپولوژی به نام طیف یک حلقه شوند، تعمیم داده شدند.
توپولوژی زاریسکی روی یک واریته جبری، توپولوژی است که مجموعه‌های بسته آن زیرمجموعه‌های جبری یک واریته‌اند. در مورد واریته‌های جبری روی اعداد مختلط، توپولوژی زاریسکی از توپولوژی معمولی درشت‌تر است، چرا که هر مجموعه جبری در توپولوژی معمولی بسته‌است.

## ارجاعات
1. 1 2  Hulek 2003, p. 19, 1.1.1..